# Turmhöhenbestimmung
Mit Turmhöhenbestimmung werden Messverfahren bezeichnet, bei denen die Schräg- oder Horizontalstrecke zum Hochpunkt nicht gemessen werden kann. Es gibt zwei Möglichkeiten, diese Strecke stattdessen indirekt über Winkelmessungen zu bestimmen.

## Turmhöhenbestimmung mit horizontalem Hilfsdreieck
Diese Methode nennt man auch Basislinienverfahren. Hierbei werden von zwei Standpunkten aus die beiden Richtungen und Vertikalwinkel zum Hochpunkt gemessen. Die gemessene Horizontalentfernung (Basislinie) zwischen den Standpunkten und die jeweiligen Winkel von dieser Basis zum Hochpunkt definieren das horizontale Hilfsdreieck, das mittels Sinussatz zu den gesuchten Horizontalstrecken zum Hochpunkt aufgelöst werden kann. Mit Hilfe dieser Horizontalstrecken und des Zenitwinkels, der im jeweiligen Standpunkt zum Hochpunkt bestimmt wird, kann in einem rechtwinkligen (vertikalen) Dreieck der Höhenunterschied zwischen Standpunkt und Hochpunkt berechnet werden. Mit Hilfe der Standpunkthöhe und dem berechneten Höhenunterschied wird die Höhe des Hochpunktes bestimmt. Durch Berechnung der Punkthöhe von beiden Standpunkten aus ist eine Mess- und Rechenkontrolle gegeben. Die Basis sollte möglichst dicht an den Hochpunkt gelegt werden und das horizontale Hilfsdreieck sollte etwa gleichschenklig sein. 

## Turmhöhenbestimmung mit vertikalem Hilfsdreieck
Diese Methode nennt man vereinzelt auch Standlinienverfahren (kaum belegt, siehe ). Hier müssen der Hochpunkt und zwei Standpunkte in einer vertikalen Ebene hintereinander in einer  Flucht liegen. Gemessen wird die Horizontalentfernung zwischen den Standpunkten und die beiden Zenitwinkel zum Hochpunkt. Es ergeben sich zwei rechtwinklige (vertikale) Dreiecke, mit denen der Höhenunterschied zwischen den Standpunkten (erste Unbekannte) bestimmbar ist, sofern man die Horizontalstrecke zwischen Hochpunkt und nächstgelegenem Standpunkt (zweite Unbekannte) kennt. Sie lässt sich durch Gleichsetzen und Eliminieren des Höhenunterschieds berechnen.
Mit der nun bekannten Horizontalstrecke und dem im jeweiligen Standpunkt gemessenen Zenitwinkel wird in einem rechtwinkligen Dreieck der Höhenunterschied zwischen Stand- und Hochpunkt berechnet; zu ihm ist noch die Höhe des Standpunkts (incl. Instrumentenhöhe des Theodolits) zu addieren.
Dieses Verfahren kommt insbesondere dann zum Einsatz, wenn für ein horizontales Hilfsdreieck nicht genügend Platz vorhanden ist (z. B. in Ortschaften).

Mit vertikalem Hilfsdreieck

Konkretes Vorgehen (vgl. Abbildung; Instrumentenhöhen hier nicht berücksichtigt):
Gegeben sind
- zwei Standpunkte A und B mit ihren Absoluthöhen {\displaystyle H_{a}} und {\displaystyle H_{b}}
- die Winkel {\displaystyle \alpha } und {\displaystyle \beta } von den Standpunkten zum Hochpunkt
- die Horizontalentfernung {\displaystyle b} zwischen den Standpunkten.

Gesucht ist die Absoluthöhe {\displaystyle H_{c}=?} der Turmspitze bzw. des Hochpunktes C. Sie setzt sich zusammen aus der bekannten Absoluthöhe eines Standpunktes und der unbekannten relativen Höhe {\displaystyle dH_{a}} bzw. {\displaystyle dH_{b}} des Hochpunktes über diesem Standpunkt:
{\displaystyle {\begin{aligned}H_{c}&=H_{a}+dH_{a}\\&=H_{b}+dH_{b}\end{aligned}}}
Hilfsgrößen:
- Höhenunterschied {\displaystyle \Delta dH=dH_{b}-dH_{a}=H_{a}-H_{b}=-\Delta H} zwischen den beiden Standpunkten (im gezeigten Beispiel ist {\displaystyle \Delta dH=-\Delta H>0}, es gibt jedoch auch den umgekehrten Fall {\displaystyle \Delta dH=-\Delta H<0})
- Horizontalstrecke {\displaystyle x} zwischen dem Hochpunkt und dem näher gelegenen Standpunkt B.

Somit gibt es noch zwei Unbekannte (nämlich {\displaystyle x} und {\displaystyle dH_{a}} bzw. {\displaystyle dH_{b}}), für die zwei Bestimmungsgleichungen benötigt werden:
{\displaystyle {\begin{aligned}\tan \alpha &={\frac {dH_{a}}{x+b}}\\\tan \beta &={\frac {dH_{b}}{x}}\end{aligned}}}
Einsetzen und Umformen der o. g. Gleichungen ergibt schließlich die gesuchte Turmhöhe als:
{\displaystyle \Rightarrow \quad H_{c}=H_{a}+\underbrace {{\frac {\tan \alpha }{\tan \beta -\tan \alpha }}\cdot (H_{a}-H_{b}\,+\,b\cdot \tan \beta )} _{dH_{a}}}